# Karl Elmendorff
Karl Elmendorff (25 d'octubre de 1891 - 21 d'octubre de 1962) fou un director d'orquestra alemany.
Nascut a Düsseldorf, Elmendorff estudià música a l'Escola Superior de Música de Colònia des de 1913 fins a 1916 amb Fritz Steinbach i Hermann Abendroth. Al principi de la seva carrera, va dirigir a una sèrie de ciutats entre elles:
- 1916 a 1920 a Düsseldorf
- 1920 a 1923 a Magúncia
- 1923 a 1924 a Hagen
- 1925 a l'Òpera Estatal de Munic
- 1927 a 1942 al Festival de Bayreuth

Elmendorff també va ser un convidat a diverses ciutats europees, fins i tot al Liceu i a La Scala.